# Myoporum
Myoporum Banks & Sol. ex G.Forst. è un genere di piante arbustive appartenente alla famiglia Scrophulariaceae.

## Etimologia
Il nome del genere deriva dal greco μυω myo = chiudersi e πόρος poros = poro,  e fa riferimento alle vescicole traslucide presenti sulle foglie delle specie di questo genere (simili a pori chiusi). In realtà sono delle piccole tasche ripiene di olii essenziali.

## Distribuzione e habitat
Comprende una trentina di specie diffuse in Asia meridionale (Vietnam e Cina meridionale), Australia, Nuova Guinea e in diverse isole del Pacifico (Mauritius, Rodrigues, isole Ogasawara, Nuova Caledonia, isole Cook, isole Kermadec, isole Norfolk, Niue, Tonga, Tubuai e Hawaii).

## Tassonomia
Il genere comprende le seguenti specie:
- Myoporum acuminatum R.Br.
- Myoporum bateae F.Muell.
- Myoporum betcheanum L.S.Sm.
- Myoporum boninense Koidz.
- Myoporum bontioides (Siebold & Zucc.) A.Gray
- Myoporum brevipes Benth.
- Myoporum caprarioides Benth.
- Myoporum cordifolium (F.Muell.) Druce
- Myoporum crassifolium G.Forst.
- Myoporum cuneifolium Kraenzl.
- Myoporum floribundum A.Cunn. ex Benth.
- Myoporum insulare R.Br.
- Myoporum laetum G.Forst.
- Myoporum mauritianum A.DC.
- Myoporum montanum R.Br.
- Myoporum nieuanum H.St.John
- Myoporum obscurum Endl.
- Myoporum oppositifolium R.Br.
- Myoporum papuanum Kraenzl.
- Myoporum parvifolium R.Br.
- Myoporum petiolatum Chinnock
- Myoporum platycarpum R.Br.
- Myoporum rapense F.Br.
- Myoporum rimatarense F.Br.
- Myoporum rotundatum S.Moore
- Myoporum salsoloides Turcz.
- Myoporum sandwicense (A.DC.) A.Gray
- Myoporum semotum Heenan & de Lange
- Myoporum stellatum (G.L.Webster) O.Deg. & I.Deg.
- Myoporum stokesii F.Br.
- Myoporum tenuifolium G.Forst.
- Myoporum tetrandrum (Labill.) Domin
- Myoporum tubiflorum Kraenzl.
- Myoporum turbinatum Chinnock
- Myoporum velutinum Chinnock
- Myoporum viscosum R.Br.
- Myoporum wilderi Skottsb.